# Areatza
Areatza – gmina w Hiszpanii, w prowincji Biskaja, w Kraju Basków, o powierzchni 9,14 km². W 2011 roku gmina liczyła 1226 mieszkańców.